# 紅A

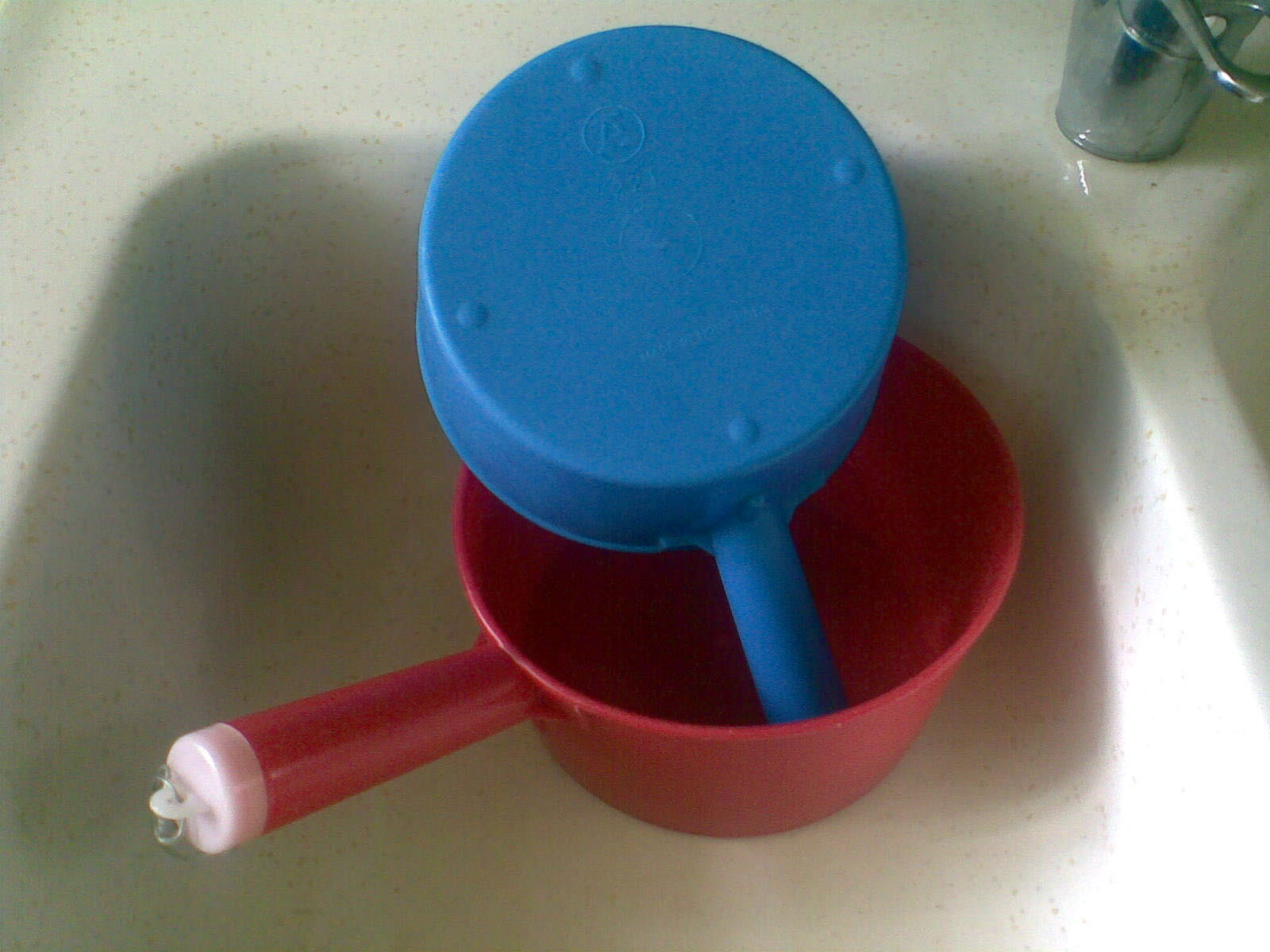
紅A經典紅色及藍色軟膠水殼

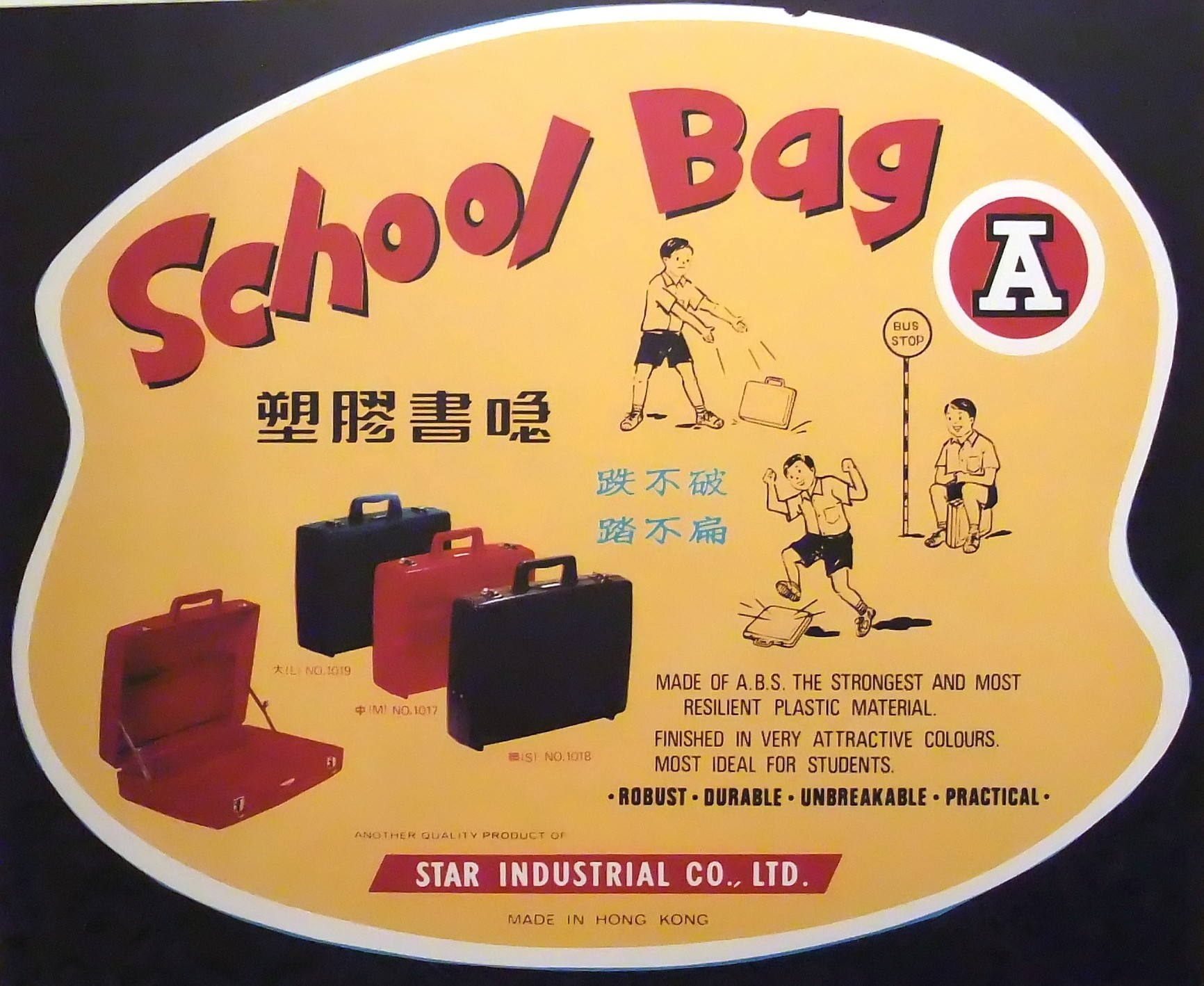
曾經於1970年代風靡香港學生之紅A塑膠書喼上的產品說明貼紙（香港歷史博物館展品）

紅A牌（Red A）是星光實業有限公司在1949年創立的一系列香港名牌膠質產品，早年主要銷售塑膠製造的家庭用品，現時生產的各類產品包括家庭用品、廚房用品、餐飲業用品、文具、工業容器、配件及藥用器皿等共600多款。「紅A」是現時少數仍然維持香港製造的牌子，更以「上等質素，紅A會做到，100%香港製造」為口號。過往「紅A」產品只有紅、藍二色，近年才提供多種顏色予顧客選擇。集團建立頂級名牌「紅A」、副線「Cre-a」及「A-Ware」共三個品牌，涉足業務包括酒店用品、餐飲廚房用品、工業用品、醫療用品及家庭用品等，是香港最大的塑膠製造商。

## 名稱由來
當1949年星光實業成立時，創立一個名為「ACE」的牌子。至1950年代當註冊制度開始時，由於已有一個撲克牌的牌子也是「ACE」，星光實業唯有更改牌子名稱，只用單一個「A」字，刪除了「C」和「E」兩個字母，才能夠成功註冊。其後消費者購買產品時看到紅底白色「A」字的標誌，便順口稱為「紅A」。據星光實業的董事兼總經理梁鶴年稱「紅A」可能是全世界唯一採用單一個英文字母註冊的商標。

## 歷史
戰後香港人口急劇增加，塑膠製品剛開始在美國和日本流行，塑膠家品成本及售價比木製便宜，在香港的需求日大，星光實業因而由日本引進機器製造塑膠製品。1960年代香港多次實施食水管制（制水），家家戶戶以至工廠食肆需要容器儲存食水，「紅A」膠水桶因為比鐵罐和木桶輕而大行其道，令「紅A」成為家傳戶曉的品牌，而紡織和塑膠業令香港就業人口和工業區增加。
近年「紅A」不再以售賣家庭用品為重點，而逐漸將市場開拓至大型客戶，例如政府機構、酒樓食肆、酒店、銀行等。

## 外部連結
- 星光實業有限公司網站 （页面存档备份，存于）
- 紅A購物網 （页面存档备份，存于）
- 紅A植根五十年